# Lista de deputados estaduais do Espírito Santo da 16.ª legislatura
Esta é a lista de deputados estaduais do Espírito Santo para a legislatura 2007–2011. Estavam em jogo 30 cadeiras na Assembleia Legislativa do Espírito Santo.

## Composição das bancadas
| Partido | Líder                  | Bancada | Posição      |
| ------- | ---------------------- | ------- | ------------ |
| PTB     | Theodorico Ferraço     | 4 / 30  | Independente |
| PSB     | Paulo Foletto          | 4 / 30  | Oposição     |
| PDT     | Wolmar Campostrini     | 4 / 30  | Oposição     |
| PMDB    | Luiz Carlos Moreira    | 3 / 30  | Governo      |
| PFL     | Ataydes Antônio Armani | 3 / 30  | Governo      |
| PT      | Carlos Casteglione     | 2 / 30  | Oposição     |
| PL      | Vandinho Leite         | 2 / 30  | Independente |
| PAN     | Rafael Favatto         | 2 / 30  | Independente |
| PSDB    | César Colnago          | 1 / 30  | Governo      |
| PSC     | Reginaldo de Almeida   | 1 / 30  | Oposição     |
| PMN     | Jardel dos Idosos      | 1 / 30  | Oposição     |
| PP      | Cacau Lorenzoni        | 1 / 30  | Oposição     |
| PRP     | Elion Vargas Teixeira  | 1 / 30  | Oposição     |
| PTdoB   | Wanildo Sarnaglia      | 1 / 30  | Oposição     |

## Deputados estaduais
| Número | Deputados estaduais eleitos | Partido | Votação | Percentual | Cidade onde nasceu      | Unidade federativa |
| 15555  | Guerino Zanon               | PMDB    | 65.704  | 3,71%      | Linhares                | Espírito Santo     |
| 14111  | Theodorico Ferraço          | PTB     | 60.931  | 3,44%      | Cachoeiro de Itapemirim | Espírito Santo     |
| 45678  | César Colnago               | PSDB    | 48.122  | 2,72%      | Itarana                 | Espírito Santo     |
| 13456  | Cláudio Vereza              | PT      | 33.726  | 1,90%      | Aimorés                 | Minas Gerais       |
| 40240  | Paulo Foletto               | PSB     | 33.094  | 1,87%      | Colatina                | Espírito Santo     |
| 20000  | Reginaldo de Almeida        | PSC     | 28.633  | 1,62%      | Vitória                 | Espírito Santo     |
| 12789  | Wolmar Campostrini          | PDT     | 23.568  | 1,33%      | Vitória                 | Espírito Santo     |
| 14456  | Marcelo Coutinho            | PTB     | 23.190  | 1,31%      | Cariacica               | Espírito Santo     |
| 13123  | Carlos Casteglione          | PT      | 22.284  | 1,26%      | Itapemirim              | Espírito Santo     |
| 14100  | Hércules Silveira           | PTB     | 21.921  | 1,24%      | Cachoeiro de Itapemirim | Espírito Santo     |
| 14500  | Luzia Toledo                | PTB     | 21.598  | 1,22%      | Mimoso do Sul           | Espírito Santo     |
| 40800  | Janete de Sá                | PSB     | 21.077  | 1,19%      | Cariacica               | Espírito Santo     |
| 12450  | Maria Aparecida de Nadai    | PDT     | 21.065  | 1,19%      | Santa Rita do Itueto    | Minas Gerais       |
| 22000  | Vandinho Leite              | PL      | 20.593  | 1,16%      | Aimorés                 | Minas Gerais       |
| 40222  | Luciano Pereira             | PSB     | 20.233  | 1,14%      | Barra de São Francisco  | Espírito Santo     |
| 12444  | Euclério Sampaio Junior     | PDT     | 19.486  | 1,10%      | Cariacica               | Espírito Santo     |
| 25000  | Elcio Alvares               | PFL     | 19.450  | 1,10%      | Ubá                     | Minas Gerais       |
| 70123  | Wanildo Sarnaglia           | PTdoB   | 19.082  | 1,08%      | Itaguaçu                | Espírito Santo     |
| 26555  | Rafael Favatto Garcia       | PAN     | 17.956  | 1,01%      | Vila Velha              | Espírito Santo     |
| 40123  | Rodrigo Chamoun             | PSB     | 17.709  | 0,99%      | Brasília                | Distrito Federal   |
| 22333  | Robson de Souza Vaillant    | PL      | 17.136  | 0,97%      | Rio de Janeiro          | Rio de Janeiro     |
| 12600  | Josias da Vitória           | PDT     | 16.959  | 0,96%      | Colatina                | Espírito Santo     |
| 15789  | Luiz Carlos Moreira         | PMDB    | 16.930  | 0,96%      | Serra                   | Espírito Santo     |
| 25179  | Giulianno dos Anjos         | PFL     | 15.843  | 0,89%      | Barra de São Francisco  | Espírito Santo     |
| 33000  | Jardel dos Idosos           | PMN     | 15.780  | 0,89%      | Vitória                 | Espírito Santo     |
| 15311  | Sérgio Borges               | PMDB    | 14.727  | 0,83%      | Vitória                 | Espírito Santo     |
| 25800  | Ataydes Antônio Armani      | PFL     | 14.424  | 0,81%      | Linhares                | Espírito Santo     |
| 26123  | José Eustáquio de Freitas   | PAN     | 12.838  | 0,72%      | Conselheiro Pena        | Minas Gerais       |
| 11000  | Cacau Lorenzoni             | PP      | 12.272  | 0,69%      | Vitória                 | Espírito Santo     |
| 44321  | Elion Vargas Teixeira       | PRP     | 11.329  | 0,64%      | Alegre                  | Espírito Santo     |